# Germa
Germa è una città della Libia, situata a 150 km da Sebha, nella regione del Fezzan, distretto di Wadi al-Hayaa, a ridosso del deserto Idehan Ubari. È stata l'antica capitale del regno dei Garamanti col nome di Garama.
La città moderna si sviluppa lungo la strada principale che attraversa la valle e circa a un chilometro a sud del sito archeologico della antica Garama.
I resti della città vecchia costituiscono oggi uno dei siti archeologici più importanti di tutta la Libia, per quanto è probabile che ancora molto ci sia da scavare nella regione, considerato che il regno dei Garamanti, al massimo del suo sviluppo, contava otto grandi città.